# 毛利晴光
毛利 晴光（もうり はれみつ）は、裁判官、弁護士。長崎家庭裁判所所長を最後に定年退官し、弁護士。東京大学法学部卒業。

## 経歴
- 1996年4月1日 - 大阪地方裁判所判事
- 1999年4月 - 東京地方検察庁検事
- 2000年3月25日 - 最高裁判所司法研修所教官

- 2003年4月1日 - 最高裁判所司法研修所教官
- 2004年4月1日 - 東京高等裁判所判事
- 2005年3月15日 - 東京地方裁判所部総括判事（刑事第2部）
- 2008年4月 - 東京地方裁判所八王子支部・東京家庭裁判所八王子支部部総括判事
- 2009年4月 - 東京地方裁判所立川支部部総括判事
- 2012年4月 - 横浜地方裁判所部総括判事
- 2014年 - 長崎家庭裁判所所長
- 2016年 - 定年退官
- 2017年 - 神奈川県弁護士会弁護士登録、弁護士法人おおどおり総合法律事務所客員弁護士[1]

## 主な裁判
- 2006年6月29日 - 2003年の衆議院議員総選挙前に日本共産党の機関紙を配ったとして、国家公務員法（政治的行為の制限）違反の罪で在宅起訴された元厚生労働事務官に罰金10万円、執行猶予2年（求刑罰金10万円）の有罪判決（社会保険庁職員国家公務員法違反事件、堀越事件）
- 2006年4月17日 - 2004年発生の渋谷駅駅員銃撃事件の判決公判で「被告人は不遇な環境で生育した一方、殺人の前科はなく、殺害された被害者の人数も1人にとどまっている。死刑には躊躇を感じざるを得ない」と説明し検察側の死刑求刑に対し被告人に無期懲役判決を言い渡した。仮出所については「慎重な運用がなされるべきだ」と補足した（その後の審理で無期懲役判決が破棄され死刑判決が下され確定した）。